# 槻神社
槻神社（つきじんじゃ）は、愛知県北設楽郡東栄町大字月にある神社。旧社格は郷社。

## 概要
月集落の産土神であると同時に、東栄町内東部一円の崇敬社である。
また、境内には樹齢350年以上の杉の大木があり、町の指定文化財になっている。

## 祭神
- 主祭神： 瀬織津姫命（セオリツヒメノカミ）（従五位上、元槻神社・郷社）を祀る。
- 配祀神：伊邪那岐命（元熊野神社・村社）
- 配祀神：建御名方命（元宝大明神・村社）

## 境内

### 由緒書き

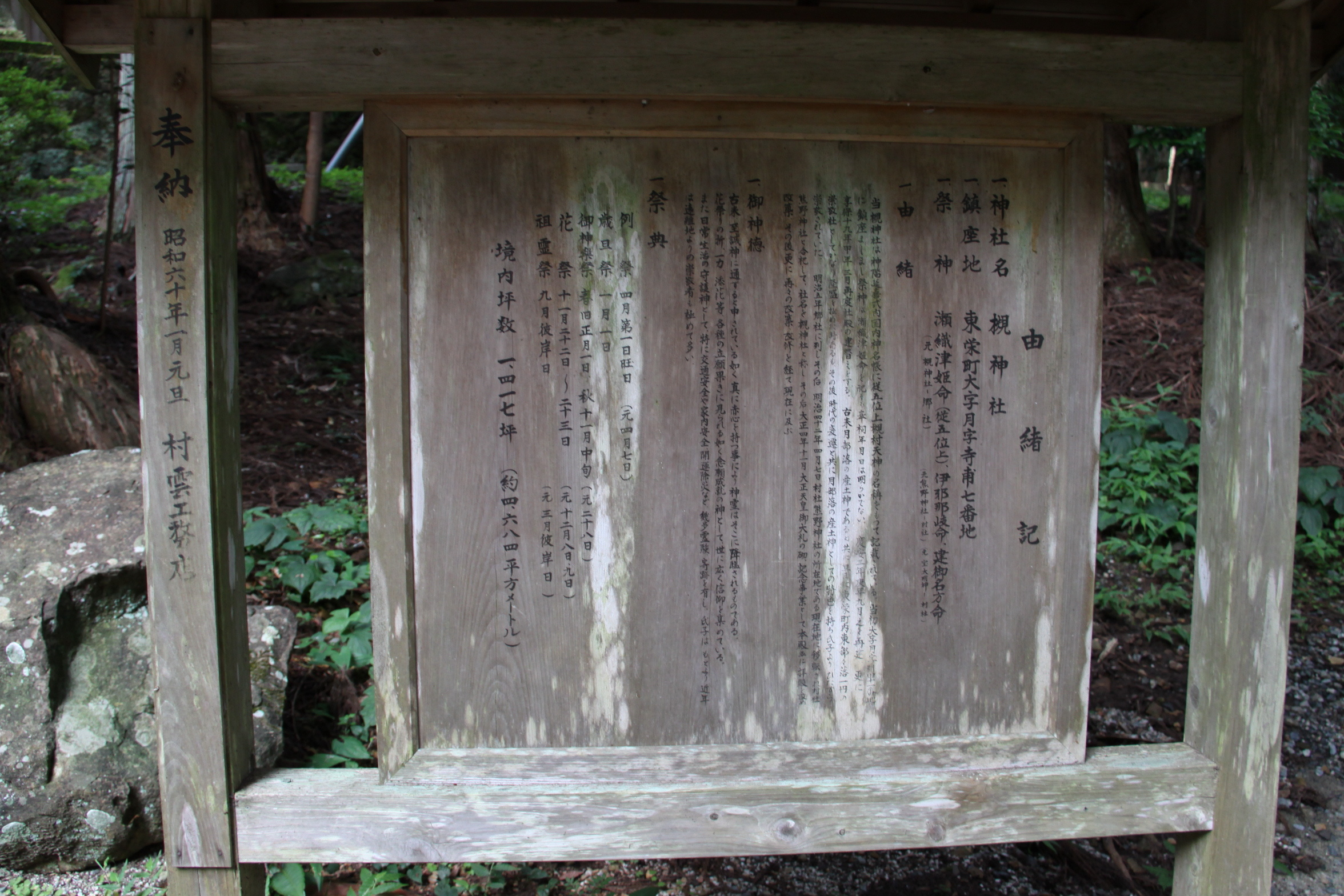
槻神社由緒書き
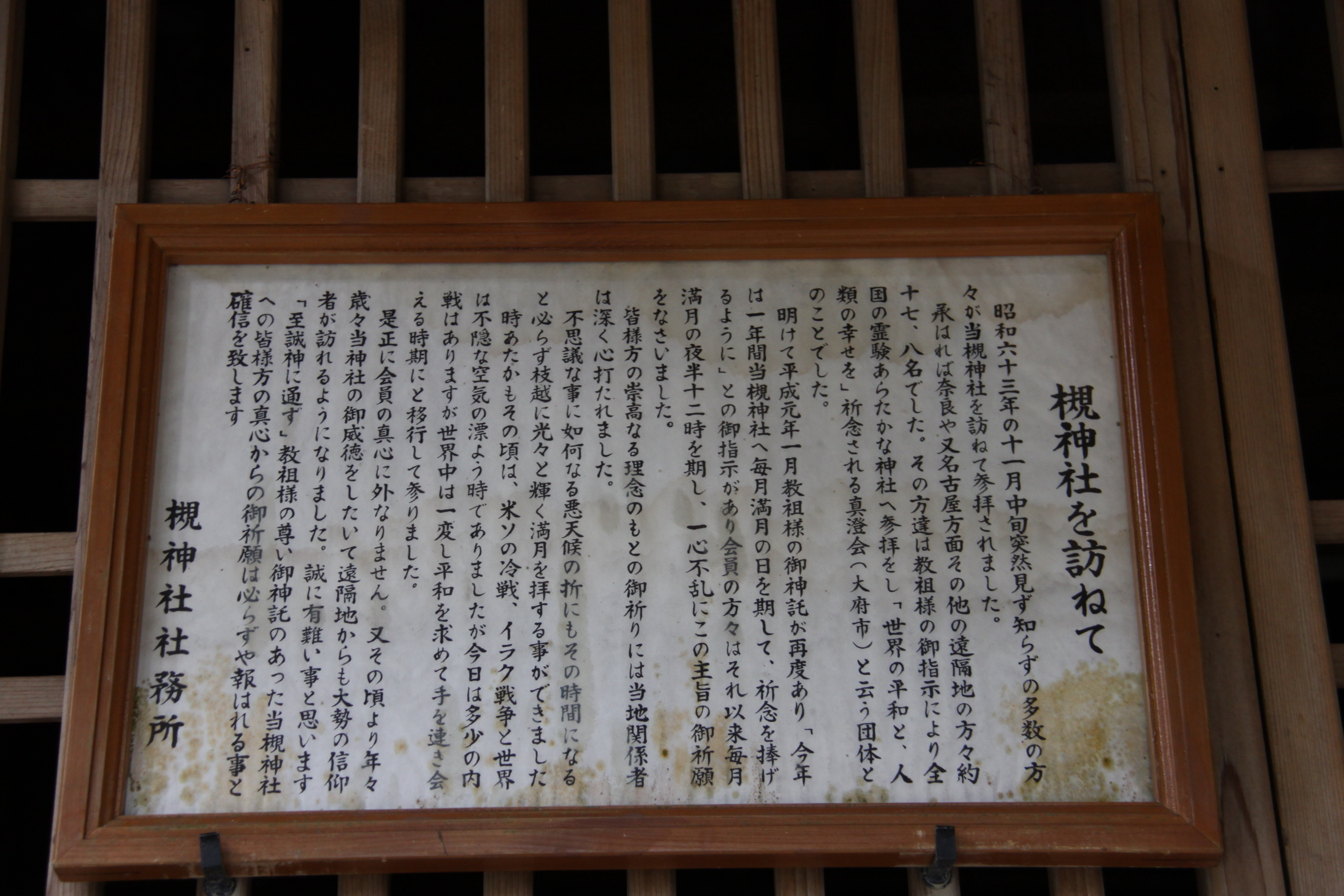
案内掲示1

### ギャラリー

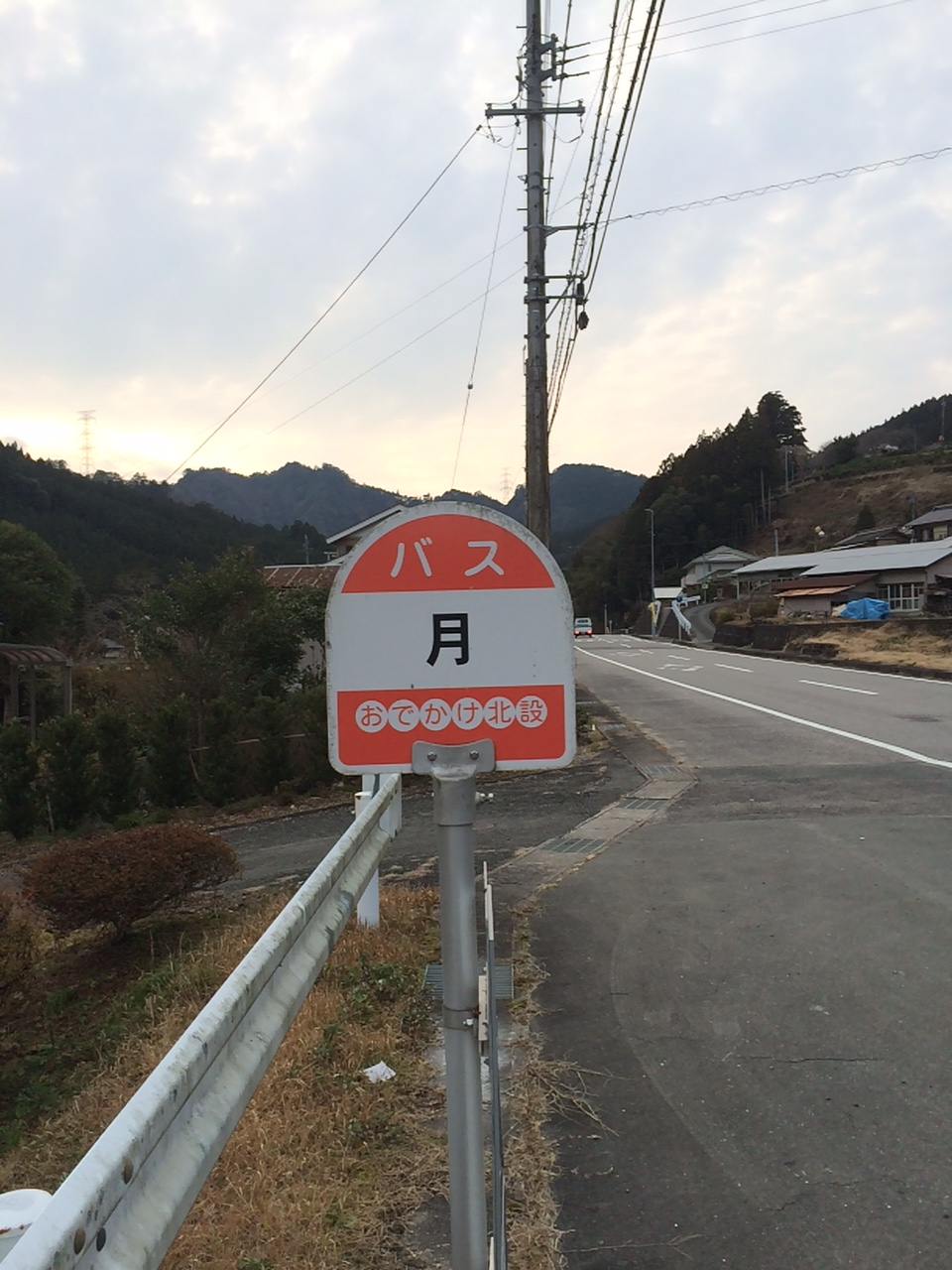
月のバス停
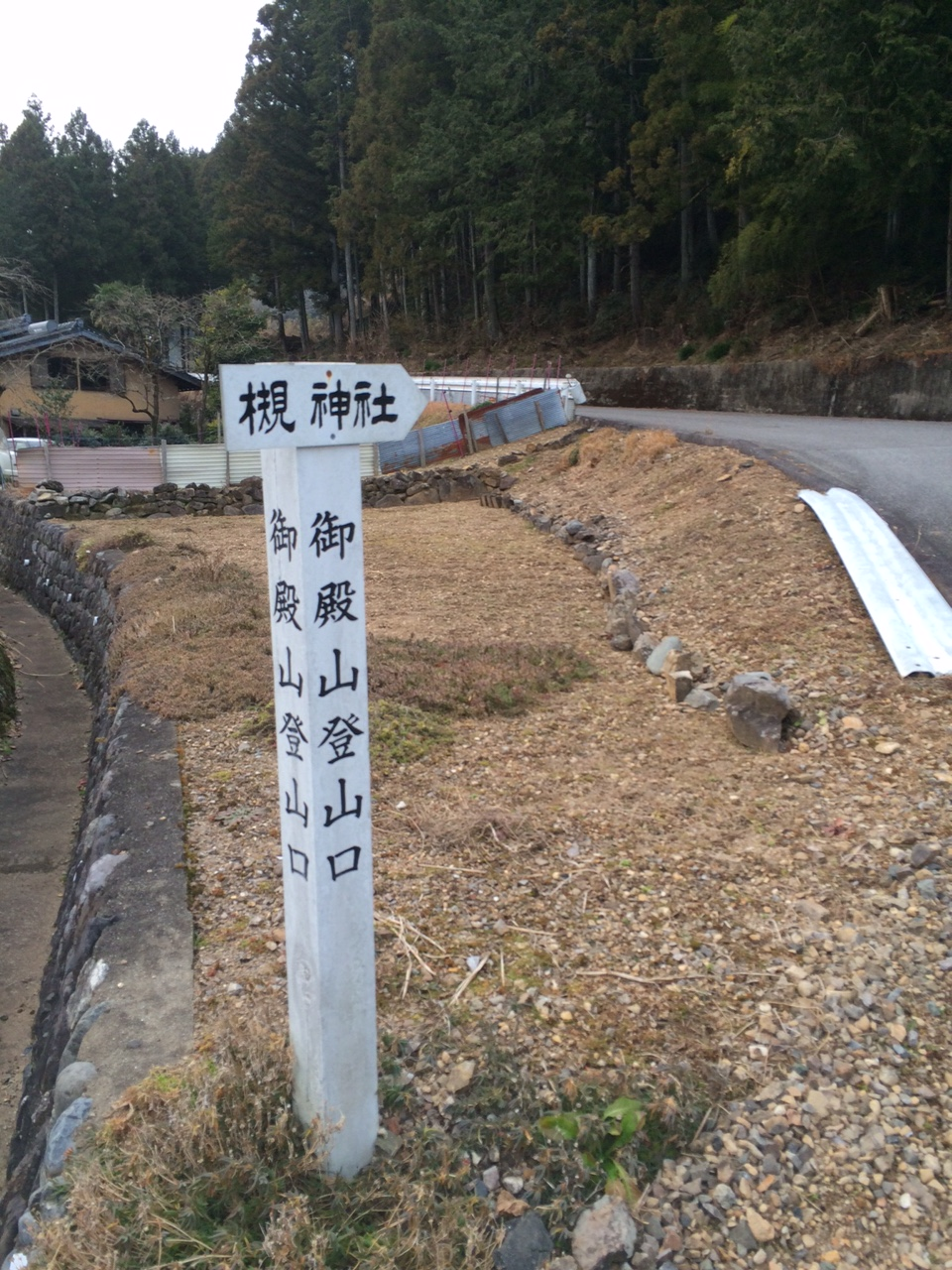
槻神社登り口
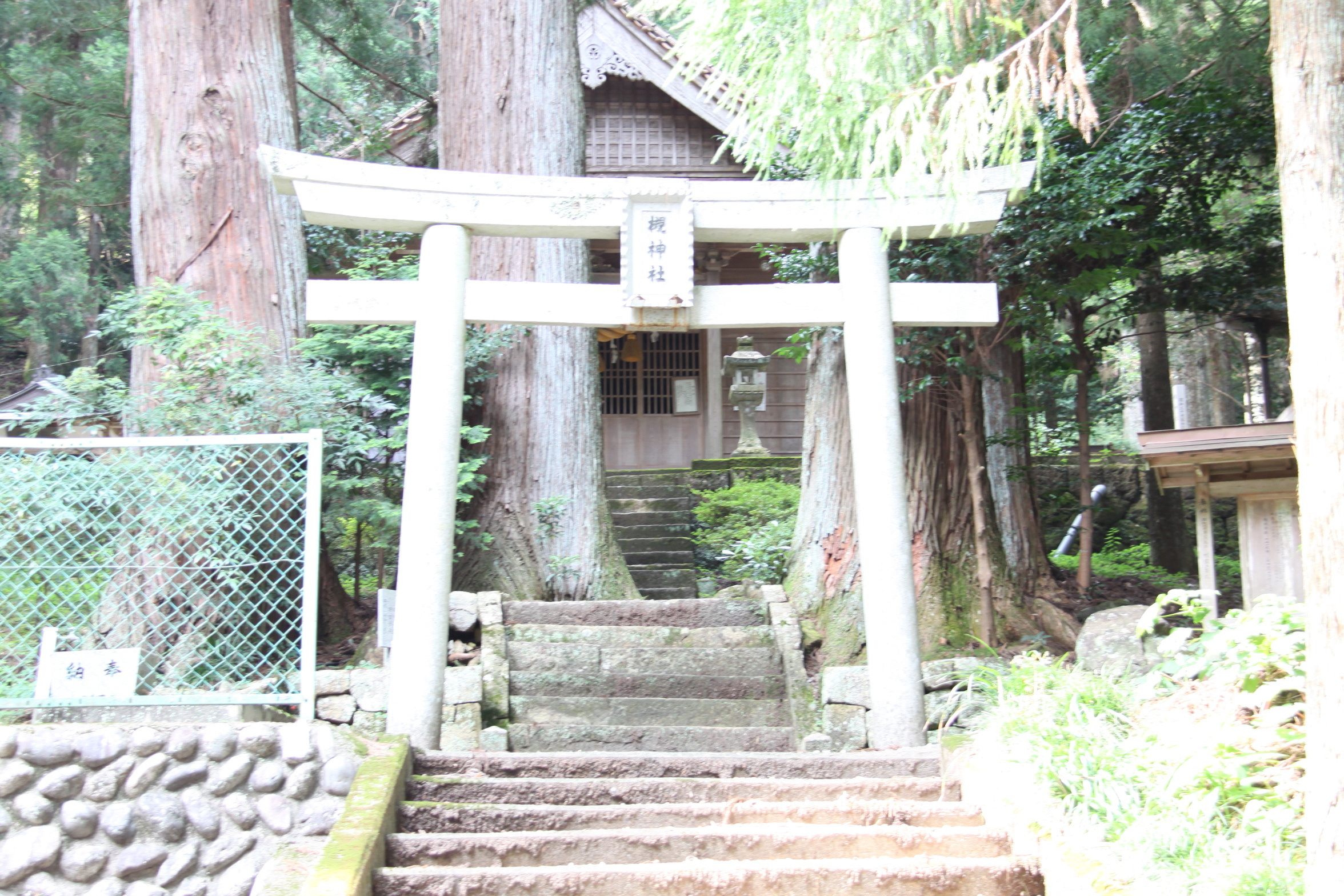
槻神社境内入り口
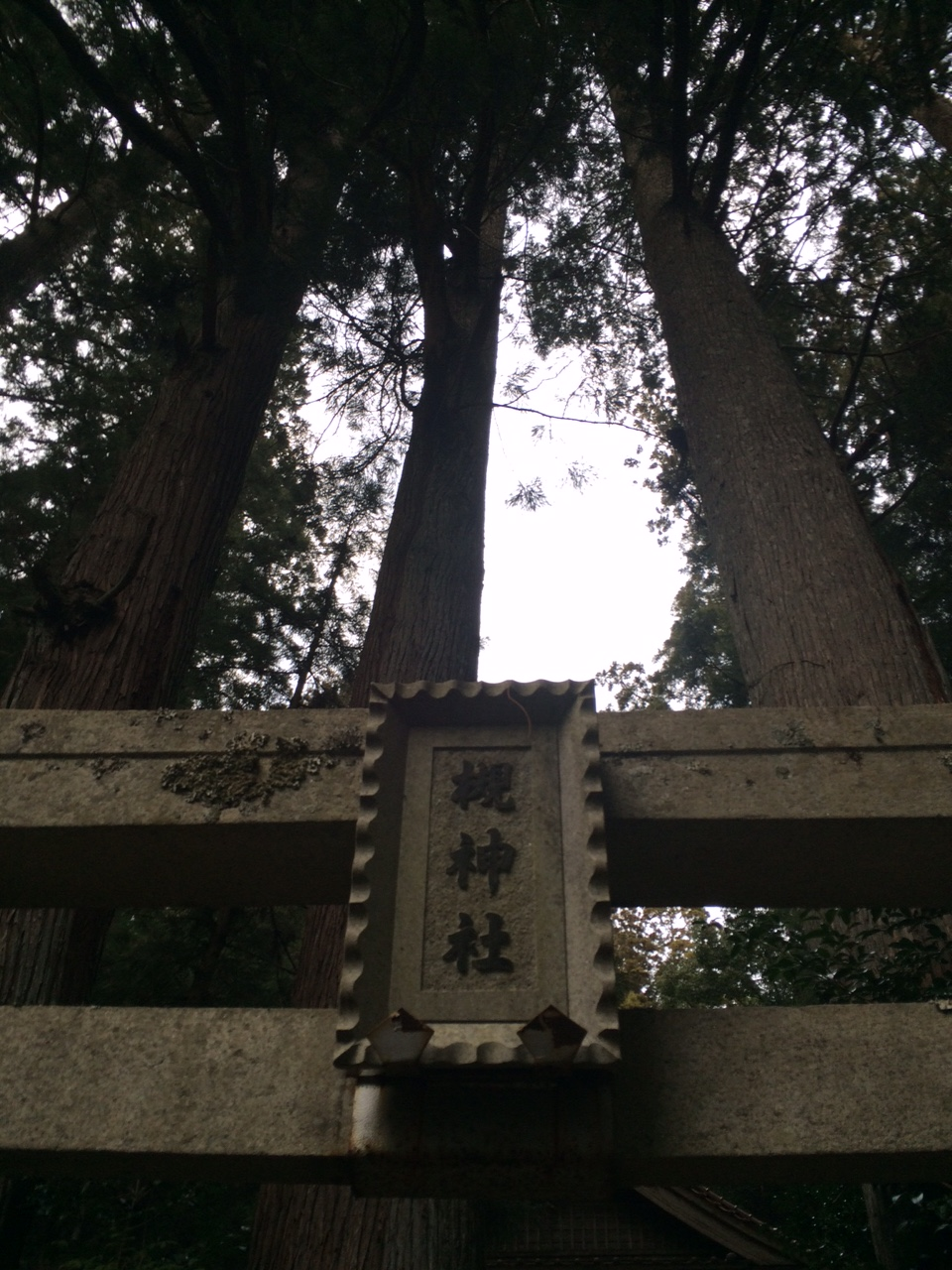
槻神社の鳥居扁額
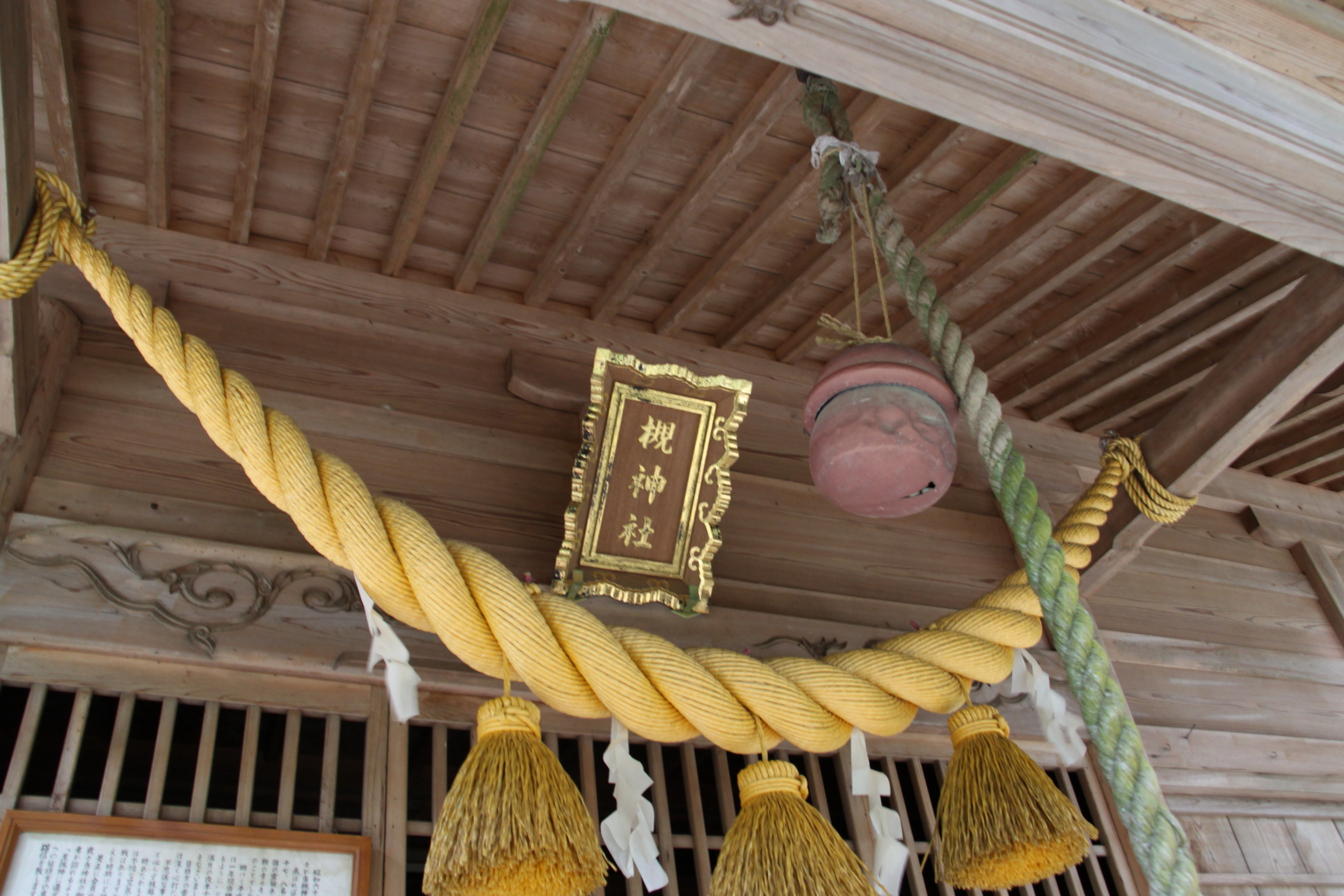
槻神社拝殿
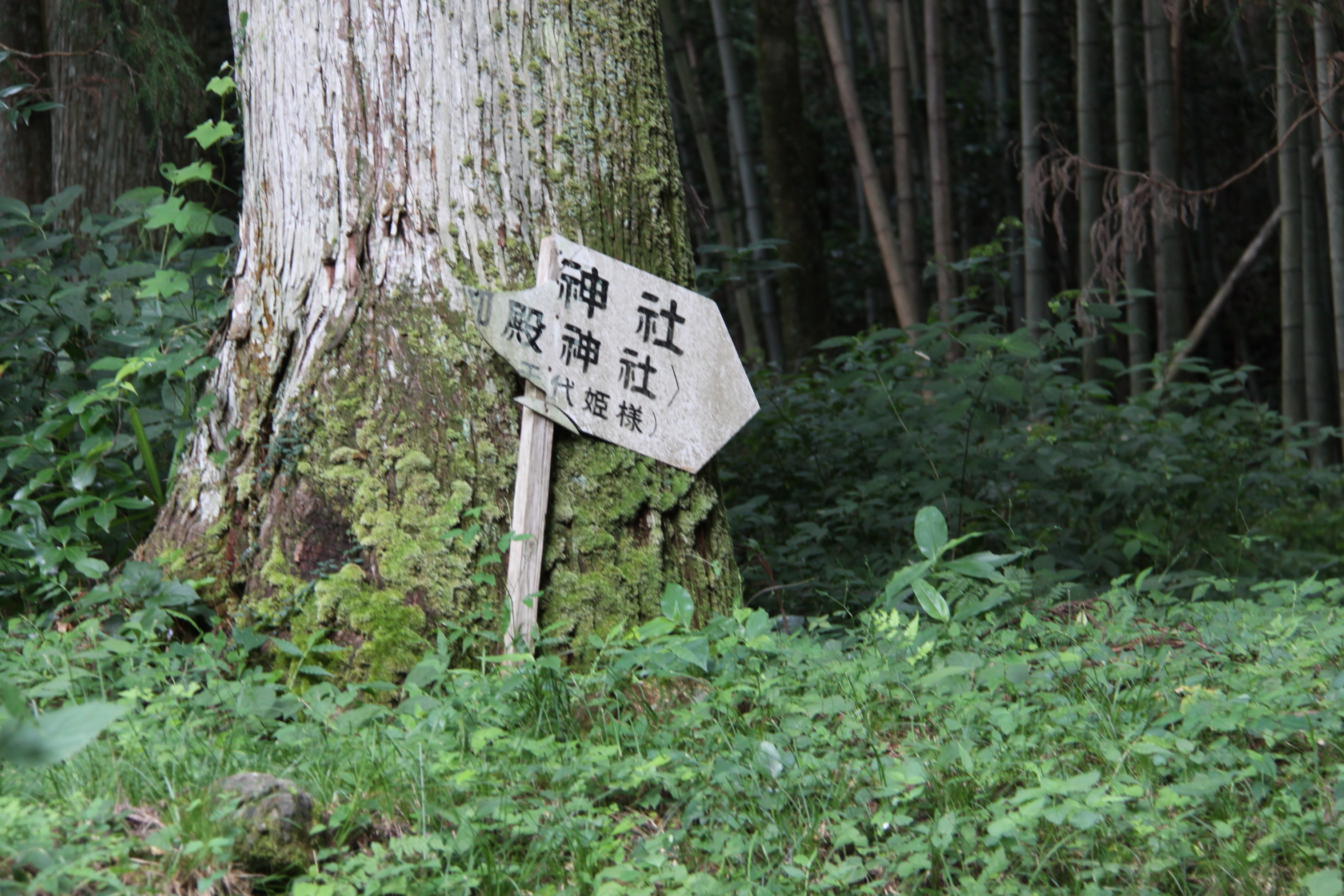
槻神社御殿山表示板

## 現地情報
所在地
- 愛知県北設楽郡東栄町大字月字寺甫七番地

交通アクセス
- 自家用車：東名高速道路→三遠南信自動車道→国道474号→（名号交差点）→国道151号→（中設楽交差点）→国道473号
- 公共交通機関：JR飯田線東栄駅下車後、おでかけ北設東栄豊根線「中設楽」バス停から徒歩、もしくはおでかけ北設東栄豊根線乗換、東栄設楽線 「月」バス停から徒歩。